# Antoine Taudou
Antoine-Barthélémy Taudou (Perpignano, 24 agosto 1846 – Saint-Germain-en-Laye, 6 luglio 1925) è stato un compositore, violinista e insegnante francese.

## Biografia
Taudou studiò presso il Conservatoire de Paris e vinse il Prix de Rome nel 1869 con la cantata Françoise da Rimini. Fu membro dell'orchestra del Théâtre de la Porte St. Martin e dal 1872 al 1889 dell'Orchestre de la Société des Concerts du Conservatoire. Dal 1883 fu professore di armonia al Conservatorio di Parigi.
Taudou compose la musica per l'opera Le Luthier de Crémone di François Coppée, che fu eseguita presso la Comédie-Française nel 1876.